# Rikako Ikee
Rikako Ikee, född 4 juli 2000, är en japansk simmare.
Ikee tävlade i sju grenar för Japan vid olympiska sommarspelen 2016 i Rio de Janeiro. Hon blev utslagen i försöksheatet på 50 meter frisim, 200 meter frisim och 4 x 100 meter medley samt utslagen i semifinalen på 100 meter frisim. Ikee tog sig till final på 4 x 100 meter frisim (åttonde plats), 4 x 200 meter frisim (åttonde plats) och 100 meter fjärilsim (femte plats).
I februari 2019 meddelade Ikee att hon diagnostiserats med leukemi.